# Palacio Testamentario (Medina del Campo)
El Palacio Real de los Reyes Católicos o Palacio Real Testamentario, de Medina del Campo (Valladolid, España) es un palacio originariamente construido en el siglo XIV, aunque fue ampliado varias veces. Fue de estilo mudéjar, pero se conserva muy poco del edificio original. El edificio actual es una recreación didáctica que alberga el centro de interpretación del personaje histórico de la reina Isabel la Católica. 

## Historia
El palacio fue mandado construir por los Reyes Católicos y fue testigo de muchos de los importantes acontecimientos históricos que tuvieron lugar en Medina del Campo, centro de comercio y finanzas que adquiere su máximo esplendor a finales del siglo XV. En este palacio testó y murió la reina Isabel la Católica en 1504.
Las primeras noticias que se tienen del palacio corresponden al 1335, año en que el rey Pedro I «fizo matar en su palacio, en la siesta, a Pero Ruy Villegas... e a Sancho Ruy de Rojas», siendo muy numerosas las referencias al palacio en las décadas siguientes, bajo los Trastamara, con motivo de las múltiples estancias de los reyes en Medina, en sus "casas" junto a la plaza del mercado hoy plaza mayor. A finales del siglo XV y principios del siglo XVI, Fernando de Aragón promovió una importante transformación del palacio dotándole de una grandiosidad, objeto de mención por León de Rosmital en su libro de viajes de 1465. En 1504 se efectuaron importantes obras de acondicionamiento. 
El conjunto residencial fue utilizado intermitentemente durante todo el siglo XVI y posteriormente abandonado, de forma que en 1530 ya amenazaba ruina. En 1601 se derriba enteramente la segunda planta, y en 1603 y 1673, se construyen las estancias de la fachada principal de la plaza, instalando en ella un amplio balcón para disfrute del Cabildo Mayor, rehabilitándose la fachada al gusto de la época.
Con las desamortizaciones se demolieron las ruinas que quedaban. Su fachada principal daba a la acera del Potrillo de la plaza Mayor y su solar estaba delimitado por las calles de Almirante, del Rey y Cerradilla. 
La parte noble del edificio actual se limita al conjunto edificado hacia la plaza, quedando en la actualidad de la construcción original del Conjunto Palacial algunas dependencias rehabilitadas y algunas tapias donde se ubicaba la huerta, escasos restos de lo que fuera la residencia de los Reyes Católicos en la villa de Medina.

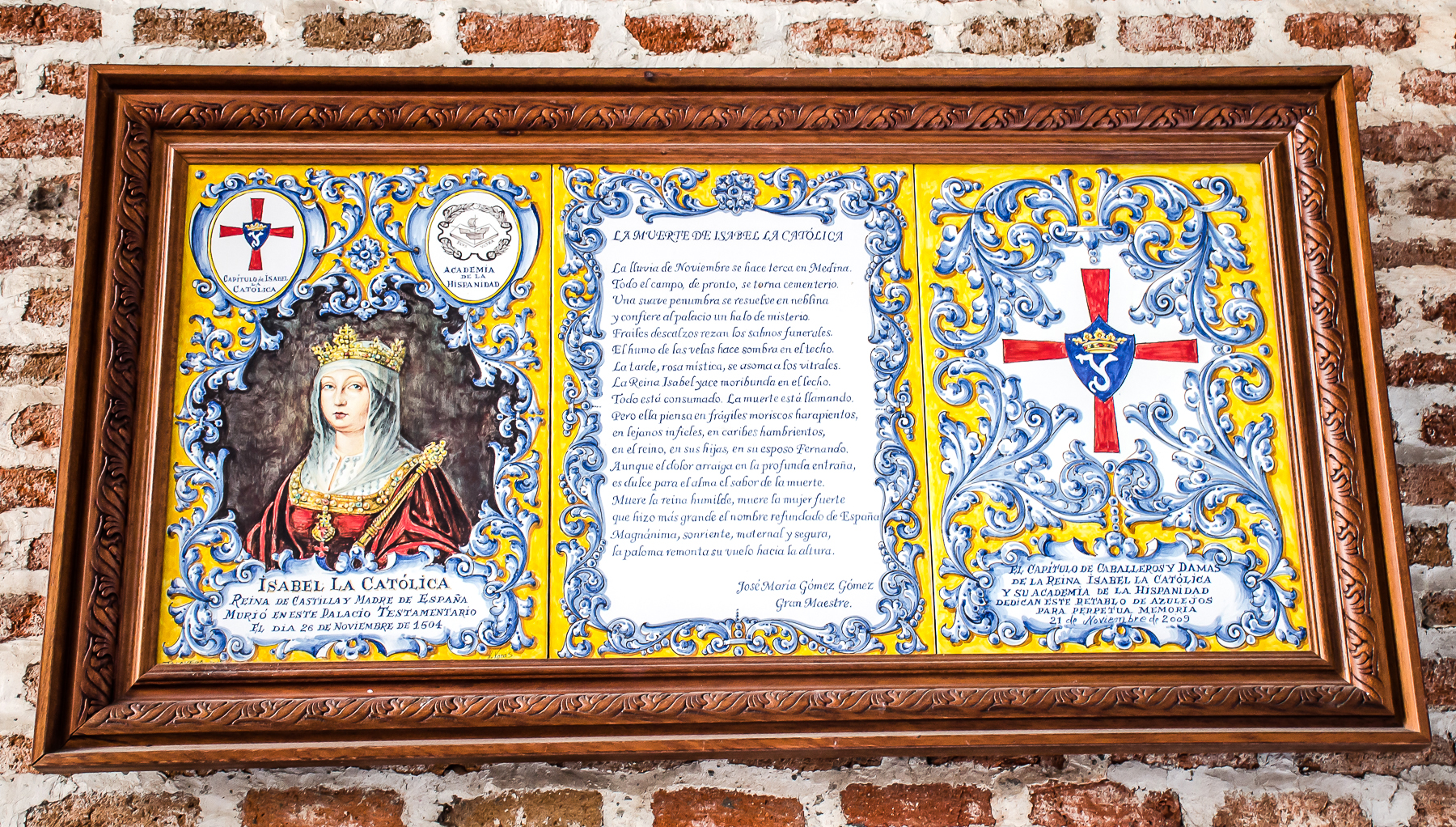
Baldosa conmemorativa colocada por el «Capítulo de Nobles Caballeros y Damas de Isabel La Católica» en el 512 aniversario de su muerte.

## Centro de Interpretación de Isabel I de Castilla
Actualmente sus restos albergan el centro de interpretación sobre la reina Isabel la Católica. A lo largo de sus salas los visitantes descubren este importante personaje histórico y su época, prestando especial atención al testamento y codicilo de la reina y al Tercer Viaje de Cristóbal Colón.

## Visitas
Horario:
De martes a sábado de 10:30 h. a 14:00 h. y de 16:00 h. a 19:00 h.
Lunes, domingos y festivos de 10:30 h. a 14:00 h.
Días de cierre: 
1 y 6 de enero, 2 de septiembre y del 24 al 31 de diciembre.
Tarifas:
Tarifa general de 2,50€.
Tarifa reducida de 2,00€ para grupos, menores de 26 años, mayores de 65 años y desempleados.
Tarifa reducida de 1,50€ para menores de 18 años.
Existen entradas conjuntas con el Castillo de la Mota y otros recursos turísticos de Medina del Campo.
Información y reservas:
983810063 / 983812724